# 福嶋健二
福嶋 健二（ふくしま けんじ、1975年 - ）は、日本の理論物理学者。学位は、理学博士（東京大学・2002年）。東京大学大学院理学系研究科物理学専攻教授・東京大学知の物理学研究センター教授。
カイラル磁気効果の発見・ポリアコフループNJLモデルの提案・量子色力学の相図研究などに業績がある。第27回西宮湯川記念賞・第14回湯川記念財団・木村利栄理論物理学賞を受賞した。

## 研究

### カイラル磁気効果
カイラル磁気効果の発見者の一人として国際的に有名である。
相対論的重イオン衝突実験の初期には、磁場とカイラリティーの揺らぎが生成される。
福嶋博士は、Dmitri Kharzeev, Larry McLerran, Herman Warringaとともに、カイラル磁気効果（Chiral Magnetic Effect）として知られる効果の発見・確立に重要な寄与を行った。
この効果は、量子異常によって、カイラリティ不均衡の存在下で磁場と平行に電流が誘起されるものである。
この成果により、カイラル磁気効果は、素粒子物理学・物性物理学・宇宙物理学に応用され、論文は1800を超える文献に引用されてきた。
その後もカイラル磁気効果および場の量子論を用いた原子核理論の研究で活躍し、当該分野をリードする国際的に著名な理論物理学者と評価されている。

### 量子色力学物質の相構造の理論的研究
量子色力学物質の相構造の理論的研究に業績がある。
ハドロンは、クォークとそれを結び付けるグルーオンという素粒子からできている。
常温・常密度では、クォークはハドロン中に閉じ込められている一方、最近の加速器実験から、非常な高温・高密度では、クォークが閉じ込めから解放されることがわかってきた。
このような相転移の研究は、量子色力学の中心課題の一つである。
福嶋博士は、この分野において、独創的なアイディアをいくつも提案して世界をリードする研究を進めてきたと評価されている。
福嶋博士は、南部陽一郎によるクォークの質量生成機構に、新たに閉じ込めを取り入れたモデルを提案・解析した。
その結果、質量生成の相転移と閉じ込めが協調して起き得ることを明らかにするとともに、量子色力学相図を解析する一般的な枠組みを与えた。
この成果は、初期宇宙・高密度天体中での量子色力学物質の多彩な相構造を理解するうえで画期的な成果であると評価されている。

## 略歴
- 1975年 - 生誕[1]
- 1993年 - 神奈川県立横浜翠嵐高等学校卒業[1]
- 1997年 - 東京大学理学部物理学科卒業[1]
- 1999年 - 日本学術振興会 特別研究員（DC1）[1]
- 2002年 - 東京大学大学院理学系研究科物理学専攻博士課程修了（理学博士）[1]。博士論文は「Center Symmetry in the Presence of Dynamical Quarks（中心対称性の動的クォークへの拡張） 」[2]。
- 2002年 - 日本学術振興会特別研究員（PD）[1]
- 2003年 - マサチューセッツ工科大学客員研究員[6]
- 2005年 - ブルックヘブン国立研究所 RBRC 基礎科学特別研究員[1]
- 2007年 - 京都大学基礎物理学研究所特定研究助教[6]
- 2008年 - 京都大学基礎物理学研究所准教授[6]
- 2010年 - 慶應義塾大学理工学部物理学科准教授[7]
- 2013年 - 東京大学大学院理学系研究科物理学専攻准教授[8]
- 2017年 - 東京大学大学院理学系研究科物理学専攻教授[8]
- 2018年 - 東京大学大学院理学系研究科物理学専攻 知の物理学研究センター教授[9]

## 受賞歴
- 2005年 - Enrico Fermi Junior Grant[1]
- 2010年 - International Union of Pure and Applied Physics (IUPAP) Young Scientist Prize[1]
- 2012年 - 第27回 西宮湯川記念賞「ハドロン物質からクォーク物質への相転移の理論的研究」[5]
- 2015年 - American Physical Society, Outstanding Referee[10]
- 2020年 - 第14回 湯川記念財団・木村利栄理論物理学賞「カイラル磁気効果の理論的研究」[4]